# El aparecido / Solo
«El aparecido / Solo» es el cuarto sencillo oficial del cantautor chileno Víctor Jara como solista. Fue lanzado en marzo de 1967 y pertenece al álbum Víctor Jara lanzado el mismo año. En la interpretación de estos temas participa el compositor Sergio Ortega, junto con su orquesta.

## Lista de canciones
| Lado A |                |              |          |  |
| N.º    | Título         | Escritor(es) | Duración |  |
| 1.     | «El aparecido» | Víctor Jara  |          |  |

| Lado B |        |                  |          |  |
| N.º    | Título | Escritor(es)     | Duración |  |
| 2.     | «Solo» | Eduardo Carrasco |          |  |